# 338
338（三百三十八、さんびゃくさんじゅうはち）は自然数、また整数において、337の次で339の前の数である。別な言い方としては『さんさんぱー』など。

## 性質
- 338は合成数であり、約数は 1, 2, 13, 26, 169, 338 である。
  - 約数の和は549。
    - 約数の和が奇数になる31番目の数である。1つ前は324、次は361。
- 約数の和が338になる数は1個ある。(337) 約数の和1個で表せる69番目の数である。1つ前は332、次は348。
- 各位の和が14になる20番目の数である。1つ前は329、次は347。
- 各位の立方和が566になる最小の数である。次は383。(オンライン整数列大辞典の数列 A055012)
  - 各位の立方和が n になる最小の数である。1つ前の565は2566、次の567は267。(オンライン整数列大辞典の数列 A165370)
- 338 = 72 + 172 = 132 + 132
  - 2つの平方数の和2通りで表せる17番目の数である。1つ前は305、次は340。
  - 338 = 72 + 172
    - 異なる2つの平方数の和で表せる102番目の数である。1つ前は337、次は340。(オンライン整数列大辞典の数列 A004431)
- 338 = 12 + 92 + 162 = 52 + 122 + 132 = 72 + 82 + 152
  - 3つの平方数の和3通りで表せる47番目の数である。1つ前は334、次は344。(オンライン整数列大辞典の数列 A025323)
  - 異なる3つの平方数の和3通りで表せる28番目の数である。1つ前は334、次は342。(オンライン整数列大辞典の数列 A025341)
- 338 = 14 + 34 + 44
  - n = 4 のときの 1n + 3n + 4n の値とみたとき1つ前は92、次は1268。(オンライン整数列大辞典の数列 A074506)
- 338 = 2 × 132
  - n = 13 のときの 2n2 の値とみたとき1つ前は288、次は392。(オンライン整数列大辞典の数列 A001105)
  - 2つの異なる素因数の積で p2 × q の形で表せる43番目の数である。1つ前は333、次は356。(オンライン整数列大辞典の数列 A054753)
- n = 338 のとき n と n + 1 を並べた数を作ると素数になる。n と n + 1 を並べた数が素数になる40番目の数である。1つ前は330、次は342。(オンライン整数列大辞典の数列 A030457)

## その他 338 に関連すること
- 西暦338年